# Raleigh
Raleigh es la ciudad capital del estado de Carolina del Norte, Estados Unidos. De acuerdo con el censo del año 2010, tenía una población de 426.708  habitantes, lo que la convierte en la segunda ciudad más habitada del estado después de Charlotte. Raleigh es conocida como la ciudad de los robles por la enorme cantidad de árboles de esta especie que se encuentran en su territorio. Es sede de Red Hat, una de las compañías más prominentes del mundo de la informática y especialmente del software libre.

## Historia

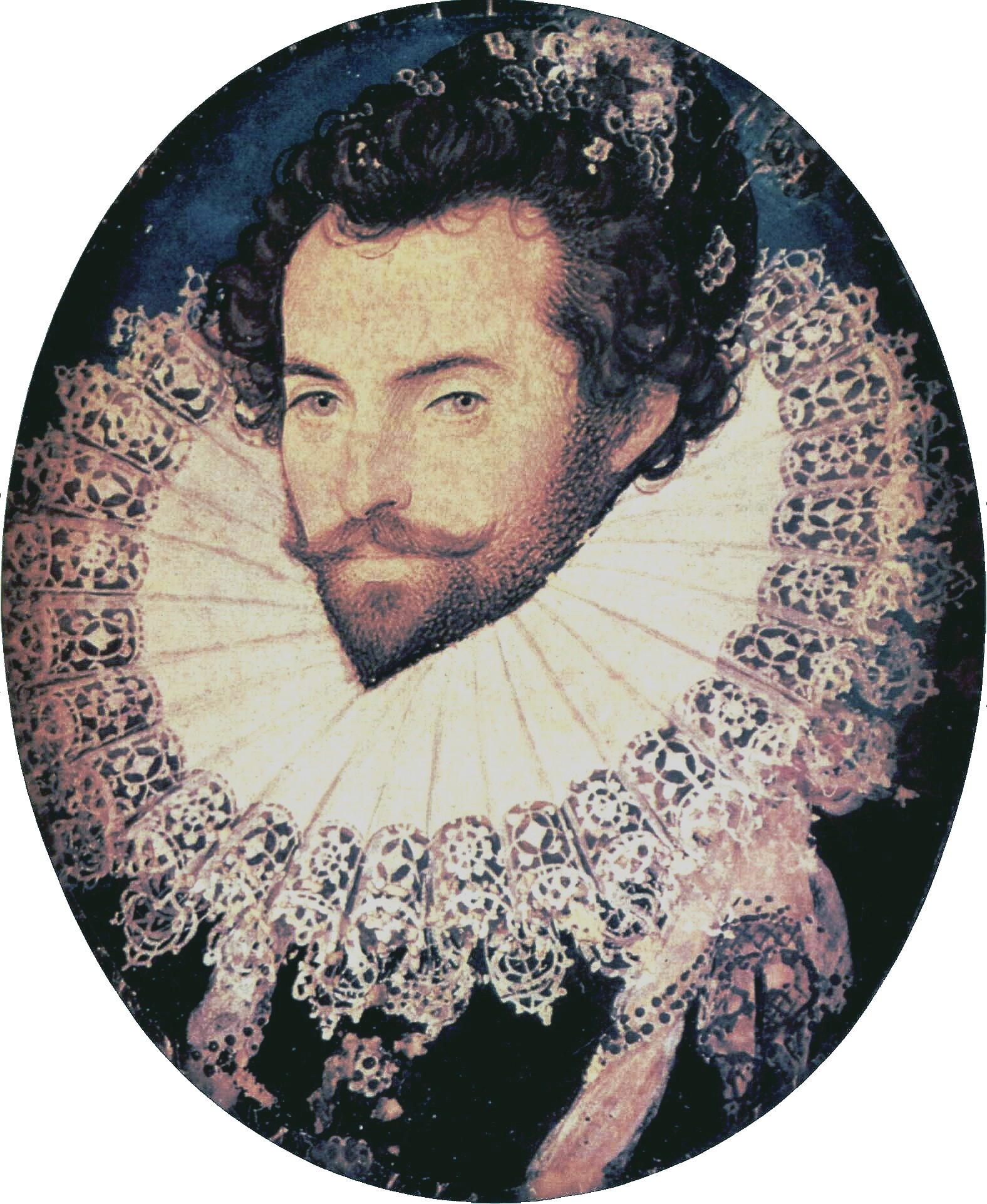
Walter Raleigh

Raleigh fue elegida como la capital del nuevo estado en 1788, y fue fundada oficialmente en 1792 como capital de Carolina del Norte y del condado de Wake respectivamente. Fue bautizada con su nombre en noviembre de 1792 en honor a Walter Raleigh, promotor de la Colonia de Roanoke, un antiguo asentamiento para colonos ingleses en la zona.
La localización fue elegida por encontrarse a unos 16 km de la Taberna de Isaac Hunter, al parecer, un lugar muy popular entre los legisladores norteamericanos de la época. Es una de las pocas ciudades de los Estados Unidos planeada y construida específicamente para servir como capital de un estado.
La primera reunión de la Asamblea General de Carolina del Norte en Raleigh sucedió en diciembre de 1794, y un mes más tarde la legislación otorgó a la ciudad unos estatutos, junto a una lista de 7 comisionados designados (a partir de 1803 fueron elegidos por el pueblo) y un Intendente de Policía, que más adelante sería considerado alcalde, para gobernar la ciudad. El primer Intendente fue John Haywood.
Fue parcialmente destruida durante la Guerra Civil, creciendo muy lentamente hasta el siglo XX, en los años 20, fecha en la que se introdujeron las líneas de tranvía en la ciudad. Este hecho, junto a la creación en los años 50 de un parque tecnológico y la autopista conocida como Beltline hicieron que el crecimiento de la ciudad se acelerara. También el hecho de que la multinacional IBM se instalara en la zona influyó positivamente en el desarrollo de la misma.

## Geografía

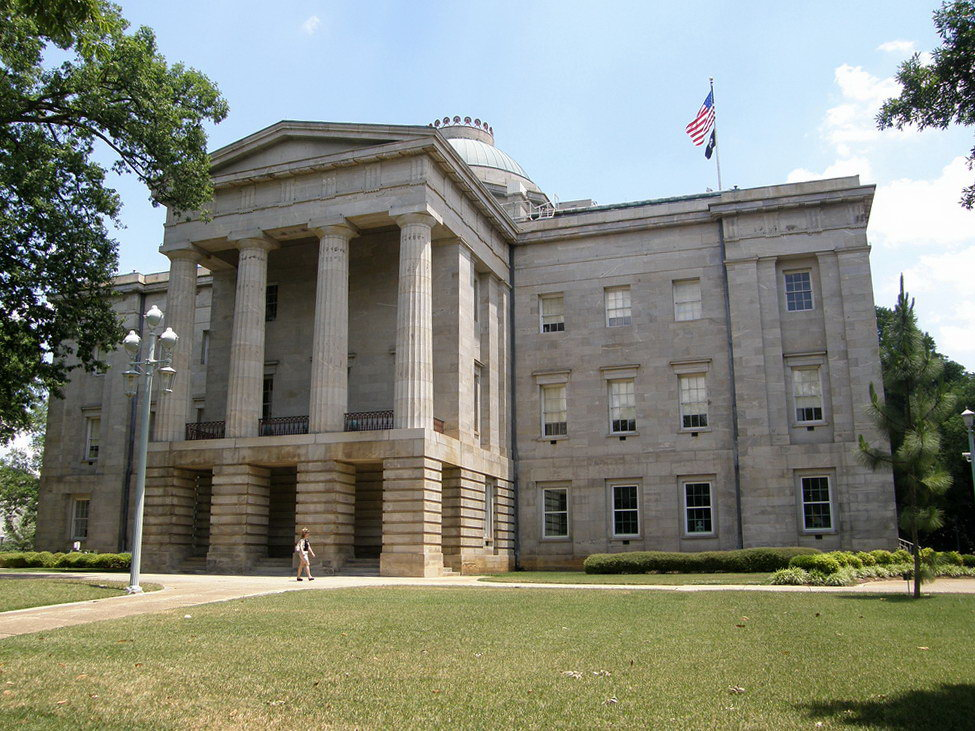
Capitolio de Carolina del Norte

De acuerdo con la Oficina del Censo de los Estados Unidos, la ciudad tiene un área total de 299,3 km², de los cuales  296,8 km² son de tierra y 2,5 km² de la misma (0,84 %) es agua. En cuanto a las distancias con otras capitales importantes, se encuentra a 145 millas (233 km) de Richmond, Virginia, a 232 millas (373 km) de Washington D. C., y a 143 millas (230 km) de Charlotte.
Mientras que casi todo Raleigh está localizado dentro del condado de Wake, una pequeña parte de la ciudad se extiende en el vecino condado de Durham.

### Clima
Raleigh tiene un clima subtropical moderado, con temperaturas suaves en primavera, otoño e invierno. Sin embargo, los veranos suelen ser cálidos y húmedos. Las temperaturas invernales generalmente oscilan entre los 10 a 13 °C de máxima y los −2 a 2 °C de mínima. En primavera y otoño van de los 20 °C de máxima y los 13 °C de mínima, mientras que en verano se pueden alcanzar los 35 °C de máxima, con una alta humedad. Los meses de lluvia son julio y agosto.
| Parámetros climáticos promedio de Aeropuerto Internacional de Raleigh-Durham, Carolina del Norte (normales 1991–2020, extremos 1887–presente) | Parámetros climáticos promedio de Aeropuerto Internacional de Raleigh-Durham, Carolina del Norte (normales 1991–2020, extremos 1887–presente) | Parámetros climáticos promedio de Aeropuerto Internacional de Raleigh-Durham, Carolina del Norte (normales 1991–2020, extremos 1887–presente) | Parámetros climáticos promedio de Aeropuerto Internacional de Raleigh-Durham, Carolina del Norte (normales 1991–2020, extremos 1887–presente) | Parámetros climáticos promedio de Aeropuerto Internacional de Raleigh-Durham, Carolina del Norte (normales 1991–2020, extremos 1887–presente) | Parámetros climáticos promedio de Aeropuerto Internacional de Raleigh-Durham, Carolina del Norte (normales 1991–2020, extremos 1887–presente) | Parámetros climáticos promedio de Aeropuerto Internacional de Raleigh-Durham, Carolina del Norte (normales 1991–2020, extremos 1887–presente) | Parámetros climáticos promedio de Aeropuerto Internacional de Raleigh-Durham, Carolina del Norte (normales 1991–2020, extremos 1887–presente) | Parámetros climáticos promedio de Aeropuerto Internacional de Raleigh-Durham, Carolina del Norte (normales 1991–2020, extremos 1887–presente) | Parámetros climáticos promedio de Aeropuerto Internacional de Raleigh-Durham, Carolina del Norte (normales 1991–2020, extremos 1887–presente) | Parámetros climáticos promedio de Aeropuerto Internacional de Raleigh-Durham, Carolina del Norte (normales 1991–2020, extremos 1887–presente) | Parámetros climáticos promedio de Aeropuerto Internacional de Raleigh-Durham, Carolina del Norte (normales 1991–2020, extremos 1887–presente) | Parámetros climáticos promedio de Aeropuerto Internacional de Raleigh-Durham, Carolina del Norte (normales 1991–2020, extremos 1887–presente) | Parámetros climáticos promedio de Aeropuerto Internacional de Raleigh-Durham, Carolina del Norte (normales 1991–2020, extremos 1887–presente) |
| Mes | Ene. | Feb. | Mar. | Abr. | May. | Jun. | Jul. | Ago. | Sep. | Oct. | Nov. | Dic. | Anual |
| --- | --- | --- | --- | --- | --- | --- | --- | --- | --- | --- | --- | --- | --- |
| Temp. máx. abs. (°C) | 26.7 | 29.4 | 34.4 | 35 | 37.2 | 40.6 | 40.6 | 40.6 | 40 | 37.8 | 31.1 | 27.2 | 40.6 |
| Temp. máx. media (°C) | 11.1 | 13.2 | 17.4 | 22.6 | 26.7 | 30.8 | 32.7 | 31.5 | 28.1 | 22.8 | 17.2 | 12.6 | 22.2 |
| Temp. media (°C) | 5.5 | 7.2 | 11 | 16 | 20.4 | 24.8 | 26.9 | 26 | 22.6 | 16.5 | 10.8 | 7 | 16.2 |
| Temp. mín. media (°C) | -0.1 | 1.2 | 4.6 | 9.4 | 14.3 | 18.9 | 21.2 | 20.5 | 17.1 | 10.2 | 4.4 | 1.3 | 10.2 |
| Temp. mín. abs. (°C) | -22.8 | -18.9 | -11.7 | -5 | -1.7 | 3.3 | 8.9 | 7.8 | 2.8 | -7.2 | -11.7 | -17.8 | -22.8 |
| Precipitación total (mm) | 87.1 | 70.6 | 104.1 | 89.7 | 90.9 | 98.8 | 127.5 | 119.6 | 130.8 | 85.6 | 84.3 | 86.1 | 1170.2 |
| Nevadas (cm) | 6.6 | 3.6 | 0.8 | 0 | 0 | 0 | 0 | 0 | 0 | 0 | 0.3 | 2 | 13.2 |
| Días de precipitaciones (≥ 0.2 mm) | 10.1 | 9.3 | 10.7 | 9.5 | 9.9 | 11.2 | 11.7 | 10.7 | 9.0 | 7.6 | 8.2 | 9.7 | 117.6 |
| Días de nevadas (≥ 0.2 cm) | 1.2 | 1.2 | 0.4 | 0.0 | 0.0 | 0.0 | 0.0 | 0.0 | 0.0 | 0.0 | 0.1 | 0.5 | 3.4 |
| Horas de sol | 163.8 | 173.1 | 228.9 | 250.7 | 258.4 | 267.7 | 259.5 | 239.6 | 217.6 | 215.4 | 174.0 | 157.6 | 2606.3 |
| Humedad relativa (%) | 66.5 | 64.1 | 63.0 | 61.7 | 71.1 | 73.6 | 76.0 | 77.9 | 77.1 | 73.3 | 69.1 | 68.5 | 70.2 |
| Fuente: NOAA (humedad y horas de sol 1961–1990)                                                                                               | | | | | | | | | | | | | |

### Perfil de la ciudad
La ciudad se encuentra dividida en cinco áreas geográficas, cada una de las cuales usa el código postal de Raleigh, que comienza por 276. Estas se denominan Old Raleigh, East Raleigh, West Raleigh, North Raleigh y South Raleigh.

## Demografía

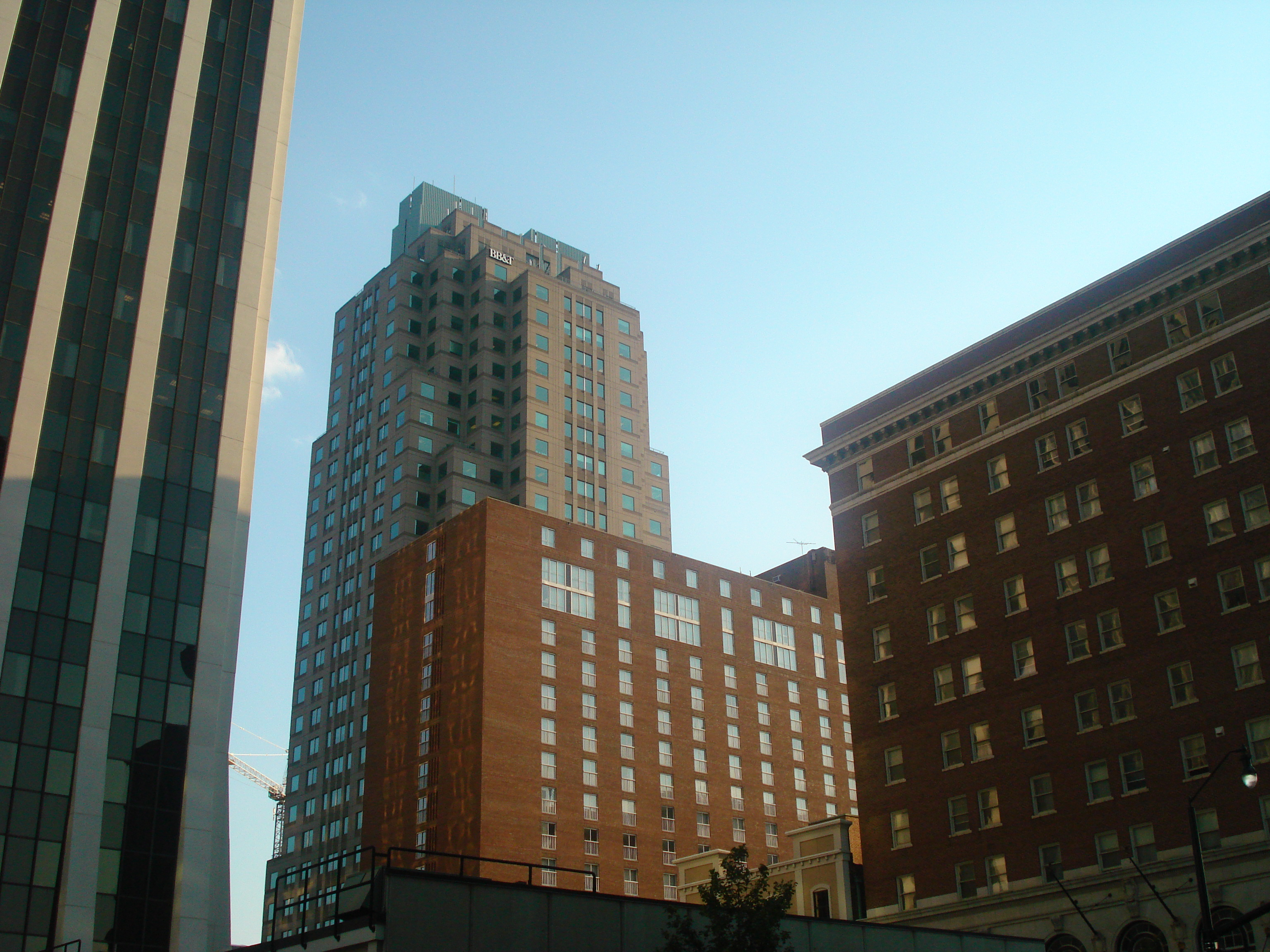
El centro de la ciudad

Según el censo del año 2000, había 276.093 habitantes, 112.608 viviendas y  61.371 familias residiendo en la ciudad. La densidad de población era de 930,2/km² (2,409.2/mi²). Había 120.699 viviendas habitadas con una densidad media de 406,7/km² (1,053.2/mi²). Con respecto a las razas, el 63,31 %  eran de raza blanca, el 27,80 % afroamericanos, el 0,36 % nativos americanos, el 3,38 % asiáticos, el 0,04 %  provenían de las islas del Pacífico, el 3,24 % de otras razas y el 1,88 % eran mezcla de dos o más razas. El número de hispanos era del 6,99 % del total de la población. La población hispana continúa creciendo hoy en día, debido a la inmigración, tanto legal como ilegal.
Había 112.608 viviendas de las cuales un 26,5 % tenían niños menores de 18 años viviendo en ellas, el 39,5 % eran matrimonios viviendo juntos, el 11,4 % tenía una mujer únicamente, y el 45,5 % no formaban familias. En el 33,1 % del total de viviendas solamente habitaba una persona, y en el  6,2 % había viviendo alguien de 65 o más años.  La media de habitantes por hogar era de 2,3 personas, mientras que las que formaban familia era de 2,9.
Por edades, el 20,9 % tenían menos de 18 años, el 15,9 % de 18 a 24, el 36,6 % de 25 a 44, el 18,4 % de 45 a 64, y el 8,3 % tenían 65 o más años de edad. La media era de 31 años. Por cada 100 mujeres había 98,0 hombres. Por cada 100 mujeres mayores de 18 años, había 96,6 hombres.
La media de ingresos de una vivienda era de 46.612 dólares,mientras que la media de ingresos familiares era de 60.003. Los hombres ganaban una media de 39.248 dólares anuales contra los 30.656 de las mujeres. La renta per cápita de la ciudad era de 25.113 dólares.  El 11,5 % de la población y el 7,1 % de las familias se encontraban por debajo del umbral de la pobreza.  Aproximadamente 1 de cada 4 habitantes de Raleigh (25,5 %) sobrepasaban el 200 % del umbral de pobreza. Del total de la población, un 13,8 % de los menores de 18 años y un 9,3 % de los mayores de 65 vivían por debajo del límite de pobreza.

## Educación
Las Escuelas Públicas del Condado Wake (WCPSS por sus siglas en inglés) gestiona las escuelas públicas que sirven al condado en el que se asienta la ciudad de Raleigh. Este sistema escolar es el décimo quinto mayor de los Estados Unidos.

## Ciudades hermanadas
- - Compiègne, Francia
- - Hull, Inglaterra, Reino Unido
- - Kolomna, Rusia
- - Rostock, Alemania

## Habitantes destacados de Raleigh

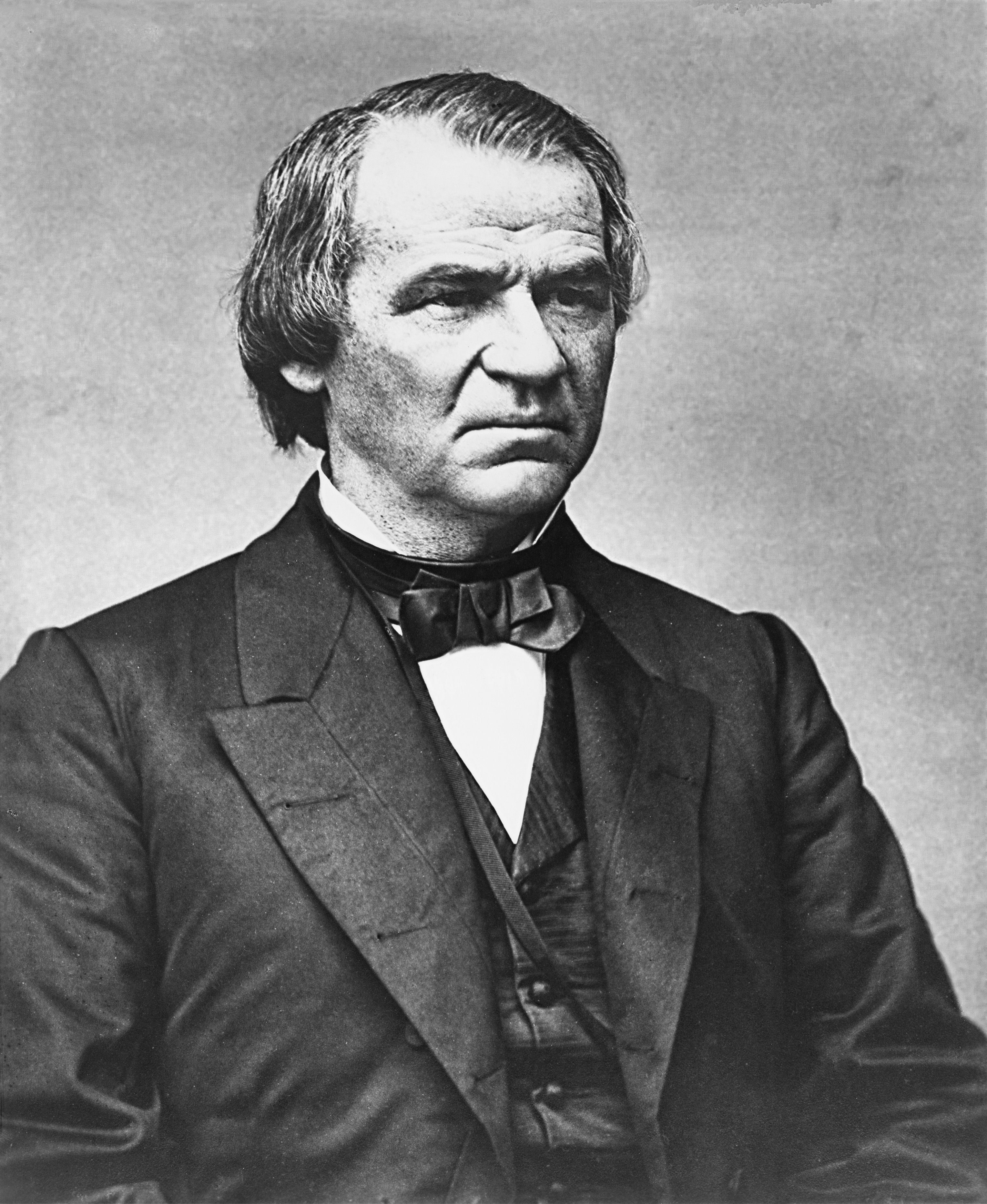
Andrew Johnson, nacido en Raleigh

- Kevin "PPMD" Nanney, Jugador profesional de SSBM
- Anna Julia Haywood Cooper, historiadora y activista feminista afrodescendiente
- Clay Aiken, cantante
- Bill Cowher, entrenador de fútbol americano
- John Edwards, senador de los Estados Unidos
- Michael C. Hall, actor de la serie de televisión Dexter
- Justin Gatlin, atleta
- Andrew Johnson, 17.º presidente de los Estados Unidos
- Marion Jones, atleta
- Little Brother, grupo de rap
- Daniel McFadden, economista
- Nate McMillan, entrenador de la NBA
- Petey Pablo, cantante de rap
- Emily Procter, actriz
- Reginald VelJohnson, actor
- Evan Rachel Wood, actriz
- Alesana, grupo post hardcore
- Brittany Kamalei Peterson, fotógrafa
- Cliff Bleszinski, Diseñador de la saga Gears Of War
- Ventureira Jorge, investigador científico
- John Wall, jugador de la NBA
- Darius Rucker, cantante
- Brandi Love, actriz pornográfica
- MrBeast, youtuber con más de 335 millones de suscriptores.
- Between the Buried and Me, banda de metal progresivo.